# Eric Evans
Pour les articles homonymes, voir Evans.

a Compétitions nationales et continentales officielles uniquement.

b Matchs officiels uniquement.
Eric Evans, né le 1er février 1921 à Droylsden et mort le 12 janvier 1991 à Stockport, est un joueur international anglais de rugby à XV évoluant au poste de talonneur.

## Biographie
Il dispute son premier test match le 3 janvier 1948 contre l'Australie. Il est le capitaine du XV de la Rose qui remporte le Grand Chelem dans le Tournoi des Cinq Nations 1957, le premier depuis les années 1920. Son dernier match sous le maillot national est une rencontre contre l'Écosse le 15 mars 1958.

## Palmarès
Eric Evans remporte quatre victoires dans le Tournoi des Cinq Nations dont un Grand Chelem en 1957, deux victoires en 1953 et 1958 et une victoire partagée en 1954 avec le pays de Galles et l'Irlande.

## Statistiques en équipe nationale
- Trente sélections dont treize fois capitaine.
- 15 points (5 essais)
- Sélections par année : 1 en 1948, 1 en 1950, 3 en 1951, 5 en 1952, 3 en 1953, 4 en 1954, 4 en 1956, 4 en 1957, 5 en 1958.
- Huit Tournois des Cinq Nations disputés : 1950, 1951, 1952, 1953, 1954, 1956, 1957 et 1958.